# منظم حرارة

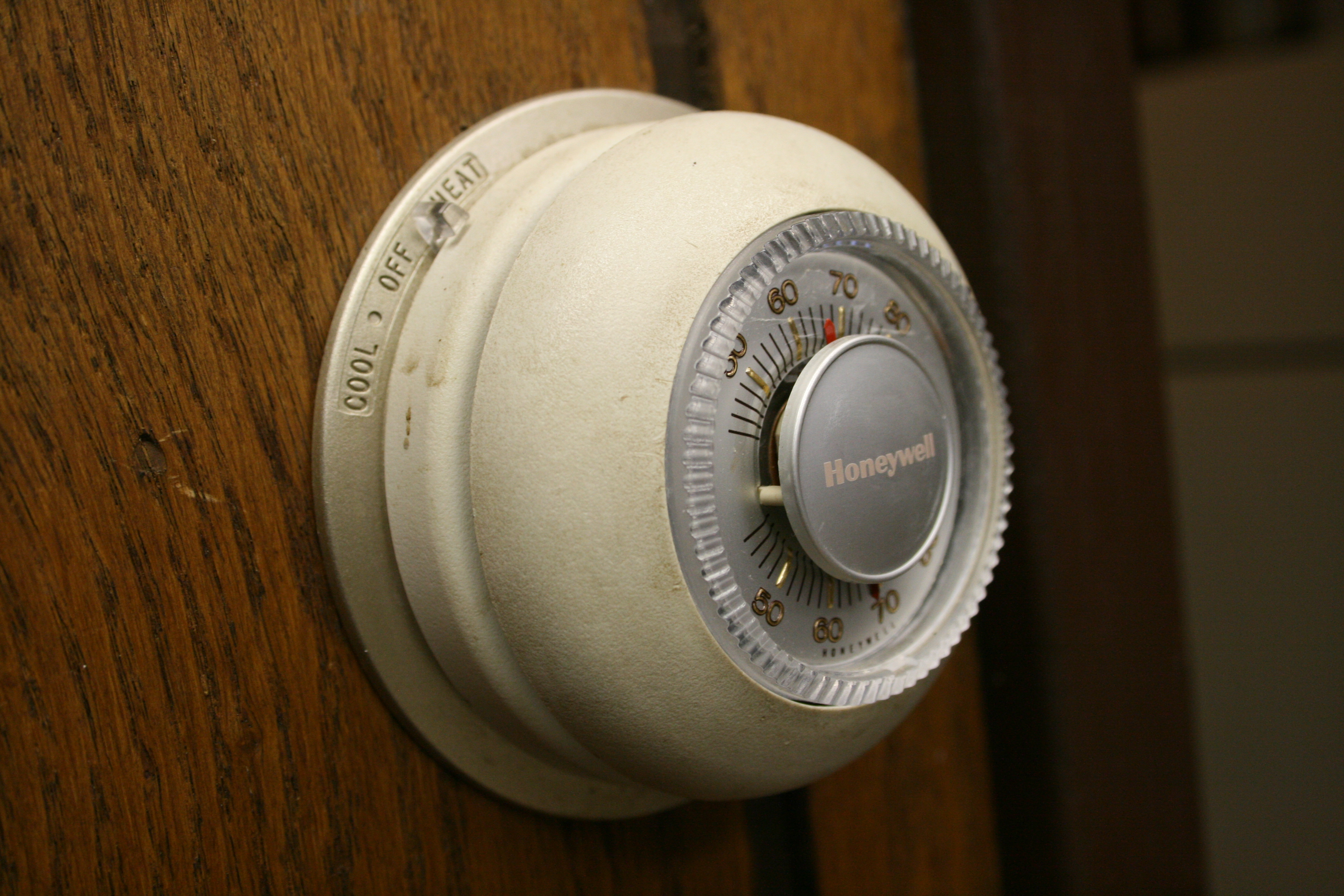
منظم حرارة.

منظِّم الحرارة (بالإنجليزية: Thermostat)‏ (نقحرة: ثرموستات) هو وسيلة أو جهاز يستخدم للمحافظة على درجة حرارة الأجسام أو السوائل أو الحيز المراد التحكّم في درجة حرارته آليًا (داخل حدود معينة). ويحتوي المنظم على مقاومة كهربائية تتغير بتغير درجة الحرارة أو يحتوي على عنصر حساس يتغير شكله بتغير درجات الحرارة فتنشأ عن ذلك قوة ميكانيكية أو إشارة كهربائية تعمل على فتح أو قفل الدوائر الكهربائية التي تتحكم في الحرارة أو البرودة.
واستخدامات المنظم الحراري كثيرة في المجال الصناعي وفي المساكن، حيث يعتبر أحد أهم أجزاء خزان المياه الساخنة.

## الانواع
- منظم رقمي (بالإنكليزية: Digital thermostat) ويعتبر من ادق أنواع منظمات درجة الحرارة أو ما يعرف بالثرموستات الدجتل وأكثر سرعة بالفصل والتشغيل مما يعني دقة وتثبيت عالي لدرجة الحرارة أو البرودة.
- منظم ميكانيكي (بالإنكليزية: Mechanical Thermostats) ويستخدم في اجهزة التكييف والتبريد كالثلاجات وسائر أنواع المكيفات وسخانات المياه وغيرها، ويعتمد في عمله على وجود قاطع للتيار الكهربائي يعمل على مبدأ معامل التمدد الحراري الفيزيائي ثنائي المعدن، فعند ارتفاع درجة الحرارة يَفْصِل التيار الكهربائي حيث يشكل ثنائي المعدن زر تشغيل واطفاء للتيار الكهربائي حيث يتكون من معدنين يتلامسان عند ارتفاع درجة الحرارة ينفصل الأول عن الآخر ليَقْطَع التيار الكهربائي فالمعدن الأول موصول بالتيار الكهربائي المباشر اما الآخر هو طرف تلاقي كحلقة وصل جسرية ينقل التيار الكهربائي للطرف الآخر وهو الجهاز الذي سيعمل كوحدة التكييف أو ما شابه، وهكذا يتمدد عند وصول درجة حرارة إلى مستوى أعلى من المطلوب مما يُؤَدِّي بدوره لضغط مفتاح التشغيل أو ايقافه أو يتقلص ليتسبب بقطع التيار وهكذا وبهذه الطريقة تُثَبَّت درجة الحرارة، كما ان الانواع الميكانيكية مختلفة ولكنها تعتمد على مبدأ واحدة وتتجذر إلى فئتان وهما الثرموستات الميكانيكية الحرارية والثرنوستات الميكانيكية التبريدية.